# Aveiro (tỉnh)
Tỉnh Aveiro (tiếng Bồ Đào Nha phát âm: [avɐjɾu, tiếng Bồ Đào Nha: Distrito de Aveiro) là một tỉnh nằm trong khu vực duyên hải miền Trung của Bồ Đào Nha.
Thủ phủ tỉnh là thành phố Aveiro, thành phố này cũng là nơi đóng trụ sở của Giáo phận Công giáo La Mã Aveiro, lập năm 1938.
Tỉnh Aveiro phía bắc giáp tỉnh Porto, về phía đông giáp tỉnh Viseu, về phía nam giáp tỉnh Coimbra và phía giáp tây Đại Tây Dương.
19 khu tự quản của Aveiro huyện được phân chia giữa khu vực Norte (toàn bộ Entre Douro e Vouga và Espinho tiểu vùng: Grande Porto) và Centro khu vực (Baixo Vouga tiểu vùng).

## Các khu tự quản
Tỉnh gồm khu tự quản:
| CoA | Tên                  | Diện tích (km²) | Dân số  | DS/DT (1/km²) | Số P. | Số C./No T. | Phân vùng           |
| --- | -------------------- | --------------- | ------- | ------------- | ----- | ----------- | ------------------- |
|     | Águeda               | 335.3           | 49,691  | 148           | 20    | 1/?         | Baixo Vouga         |
|     | Albergaria-a-Velha   | 155.4           | 25.497  | 164           | 8     | 0/?         | Baixo Vouga         |
|     | Anadia               | 216.6           | 31.671  | 146           | 15    | 1/?         | Baixo Vouga         |
|     | Arouca               | 329.1           | 24.019  | 73            | 20    | 0/?         | Entre Douro e Vouga |
|     | Aveiro               | 199.9           | 73.626  | 368           | 14    | 1/?         | Baixo Vouga         |
|     | Castelo de Paiva     | 115.0           | 17,089  | 149           | 9     | 0/2         | Tâmega              |
|     | Espinho              | 21.1            | 31.703  | 1.503         | 5     | 1/1         | Grande Porto        |
|     | Estarreja            | 108.4           | 28,279  | 261           | 7     | 1/3         | Baixo Vouga         |
|     | Ílhavo               | 73,5            | 39,247  | 534           | 4     | 2/?         | Baixo Vouga         |
|     | Mealhada             | 110.7           | 21.500  | 194           | 8     | 1/?         | Baixo Vouga         |
|     | Murtosa              | 73.3            | 9.657   | 132           | 4     | 0/1         | Baixo Vouga         |
|     | Oliveira de Azeméis  | 163,5           | 71.243  | 436           | 19    | 1/9         | Entre Douro e Vouga |
|     | Oliveira do Bairro   | 87.3            | 22.365  | 256           | 6     | 1/?         | Baixo Vouga         |
|     | Ovar                 | 147.4           | 56.715  | 385           | 8     | 2/3         | Baixo Vouga         |
|     | Santa Maria da Feira | 215.1           | 142.295 | 662           | 31    | 3/13        | Entre Douro e Vouga |
|     | São João da Madeira  | 7.9             | 21.538  | 2.726         | 1     | 1/0         | Entre Douro e Vouga |
|     | Sever do Vouga       | 129.6           | 12.940  | 100           | 9     | 0/?         | Baixo Vouga         |
|     | Vagos                | 169.9           | 23.205  | 137           | 11    | 0/2         | Baixo Vouga         |
|     | Vale de Cambra       | 146,5           | 24.761  | 169           | 9     | 1/?         | Entre Douro e Vouga |

Bản mẫu:Khu tự quản của tỉnh Aveiro